# 亞利桑那州第八國會選區
亞利桑那州第八國會選區（英語：Eighth Congressional District of Arizona）是美国亞利桑那州的九個國會選區之一，始於2003年，2013年起包括州府鳳凰城西北郊。
該選區在2000年以後的總統選舉一直支持共和黨，目前當區眾議員為2018年上任的黛比·萊斯科。